# Cristian Sánchez Prette
Cristian Nicolás Sánchez Prette (* 10. Mai 1985 in Río Cuarto) ist ein argentinischer Fußballspieler. Er agiert als offensive Mittelfeldspieler.

## Karriere

### Verein
Prette startete 2004 seine Karriere beim CA Huracán, spielte davor aber schon in der Jugendmannschaft. 2008 wechselte er für ca. 700.000 € nach Rumänien zu CFR Cluj. Er gab sein Debüt für Cluj am 17. August 2008, als er für Diego Ruiz in der 78. Spielminute eingewechselt wurde. Seine Mannschaft spielte 1:1 gegen Universitatea Craiova. Im Jänner 2009 wurde Prette zu Estudiantes de La Plata verliehen. Er gab sein Debüt für Estudiantes am 14. Februar 2009, als er Diego Alberto Galván in der 46. Spielminute eingewechselt wurde. Estudiantes verlor das Spiel 0:1 gegen CA Banfield. 2009 wurde er an die Newell’s Old Boys in die argentinische Primera División verliehen. Dort verpasste er mit seinem Team als Zweitplatzierter der Apertura 2009 knapp die Meisterschaft. Nach seiner Rückkehr nach Cluj wurde Mitte 2010 ein halbjähriges Leihgeschäft mit dem ecuadorianischen Rekordmeister Barcelona SC Guayaquil vereinbart. Anfang 2011 wurde er für ein halbes Jahr an Argentinos Juniors verliehen. Mitte des Jahres wurde er zu CA Huracán endgültig zurück nach Argentinien in die Primera B Nacional transferiert. Anfang 2014 wechselte er zu CD Águila nach El Salvador. Seit Mitte 2014 war er ein halbes Jahr ohne Verein, ehe er Anfang 2015 bei Estudiantes de Río Cuarto anheuerte. Anfang 2017 wechselte er zu CD Audaz nach El Salvador.